# Предложението (филм, 2009)
Вижте пояснителната страница за други значения на Предложението.
„Предложението“ (на английски: The Proposal) е американска романтична комедия от 2009 г. с режисьор Ан Флечър и с участието на Сандра Бълок и Райън Рейнолдс. Сценарият е написан от Пийт Чарели.  За ролята си Сандра Бълок е номинирана за Златен глобус за най-добра актриса.

## Сюжет
Внимание:  Текстът по-долу разкрива сюжета на произведението (или части от него)!
Книгоиздателката Маргарет е застрашена от депортиране в Канада, защото визата ѝ е изтекла. За да избегне това, тя решава, че трябва да сключи фиктивен брак с Андрю Пакстън – нейния асистент. Андрю се съгласява да участва, стига след това Маргарет да го повиши в редактор, което е мечтата на живота му. На новообразуваната двойка ѝ се налага да замине за Аляска, където Андрю да запознае своята „годеница“ със семейството си. Двамата правят всичко по силите си да следват плана, който са си определили, докато са обкръжени от нетипичното семейство на Андрю и следени от целеустремен служител от емиграционните.
За да удовлетворят желанието на семейството, двамата герои се съгласяват да се венчаят още същия уикенд в Аляска. Докато текат приготовленията за сватбеното тържество, Маргарет неусетно бива привлечена от невероятното гостоприемство на близките на дългогодишния ѝ асистент.
В крайна сметка идеята за сключването на този измислен брак пропада, но Андрю и Маргарет неочаквано се влюбват.

## Актьорски състав
- Сандра Бълок като Маргарет Тейт
- Райън Рейнолдс като Андрю Пакстън
- Мери Стийнбъргън като Грейс Пакстън, майка на Андрю
- Крейг Т. Нелсън като Джо Пакстън, баща на Андрю
- Бети Уайт като Ани
- Денис О'Хеър като г-н Гилбъртсън, емиграционен служител
- Малин Акерман като Гертруд, бивша приятелка на Андрю